# Saint-Antoine-Cumond
Saint-Antoine-Cumond foi uma comuna francesa na região administrativa da Nova Aquitânia, no departamento Dordonha. Estendia-se por uma área de 12,31 km². Em 2010 a comuna tinha 390 habitantes (densidade: 31,7 hab./km²).
Em 1 de janeiro de 2017, passou a formar parte da nova comuna de Saint Privat en Périgord.